# Nothing to Hide
Pour plus de détails, voir Fiche technique et Distribution.
Nothing to Hide est un documentaire franco-allemand de Marc Meillassoux et Mihaela Gladovic, qui s'intéresse aux effets de la surveillance de masse sur les individus et la société.

## Synopsis
Le film aborde la question de la surveillance de masse et son degré d'acceptation par la population résumé par l'argument « je n'ai rien à cacher ». Le fil rouge du documentaire est une expérience d'espionnage volontaire mené sur Mister X, jeune comédien vivant à Berlin. Avec son accord, les métadonnées de son ordinateur et de son smartphone sont récoltées durant un mois à l'aide d’un logiciel espion, puis analysées par des chercheurs. Cela afin d'illustrer le fait qu'il est alors possible d'extraire de nombreuses informations personnelles à partir des services en ligne, réseaux sociaux et applications mobiles (Google, Facebook, WhatsApp, etc.). Cette expérience est entrecoupée d'interventions de lanceurs d'alerte, hackers ou victimes de la surveillance.
Le documentaire s'intéresse également aux dérives récurrentes des États ayant recours à la surveillance de masse que ce soit à l'époque de la Stasi, police d'État en Allemagne de l'Est (RDA) ou aujourd'hui dans des États dits démocratiques. Le documentaire présente enfin des solutions pour aider les utilisateurs à protéger leurs données en ligne comme le recours aux logiciels libres, au chiffrement des communications (messagerie Signal, PGP) ou au navigateur anonyme Tor.

## Fiche technique
- Titre : Nothing to Hide
- Scénario et réalisation : Marc Meillassoux
- Chef de Production: Mihaela Gladovic
- Directeur de la photographie : Philip Pocock (en)
- Musique : Rubin Henkel
- Production : Mihaela Gladovic, Marc Meillassoux, Jeff Braun
- Caméra: Mihaela Gladovic, Grégoire de Castelbajac, Rubin Henkel
- Sociétés de distribution : Saint-André-des-Arts
- Pays de production :  Allemagne,  France
- Langue originale : anglais, allemand, français
- Format : couleur
- Genre : documentaire
- Durée : 86 minutes
- Date de sortie : 
  - France : septembre 2017
  - Licence Creative Commons BY-NC-ND : octobre 2017

## Distribution
- Max Thommes : Mister X. Dans son propre rôle, acteur et artiste berlinois. Volontaire pour l'expérience de surveillance « Mister X »
- Vera Lengsfeld : dans son propre rôle, femme politique allemande anciennement surveillée par la Stasi
- Thomas Drake : dans son propre rôle, ex-NSA lanceur d'alerte
- Joel Domenjoud : dans son propre rôle, militant écologiste assigné à résidence au moment de la COP 21
- Alison Macrina : dans son propre rôle, libraire, cofondatrice de Library Freedom  Project, membre du réseau d'anonymisation Tor
- William Binney : dans son propre rôle, ex-NSA lanceur d'alerte
- Jérémie Zimmermann : dans son propre rôle, hacker cofondateur de La Quadrature du Net
- Isabelle Falque-Pierrotin : dans son propre rôle, présidente de la CNIL
- Louis Pouzin : dans son propre rôle, développeur de Datagram, considéré comme un pionnier d'Internet
- Fabrice Epelboin : dans son propre rôle, entrepreneur français, spécialiste des médias sociaux. Enseignant à Science Po

## Production
Le documentaire a été en partie produit à l'aide d'une campagne de financement participatif, lancée sur Kickstarter, qui a permis de récolter 15 000 euros. Comme le réalisateur s'y était engagé lors de la levée de fonds, le documentaire a été mis en ligne sous licence Creative Commons.

## Accueil
Sorti officiellement en salle en France le 6 septembre 2017 au Saint-André-des-Arts de Paris, le documentaire, de par le sujet traité et sa diffusion sous licence libre, est souvent présenté lors d'événements ponctuels organisés par des associations ou des établissements d'enseignement supérieur.
Il a reçu un accueil favorable de la critique. Forbes évoque un documentaire « riche, bien écrit et dont la force réside dans sa capacité à ouvrir les yeux sur un monde qui joue sur la ligne rouge ». Selon Usbek & Rica, Marc Meillassoux apporte « une réponse passionnante à une question cruciale pour notre avenir ». Pour Les Inrocks, le documentaire « propose, en évitant l'écueil de la paranoïa, une prise de conscience des enjeux de la surveillance de masse et des moyens dont chacun dispose pour s'y soustraire ».